# 中国—孟加拉国关系
中国—孟加拉国关系，是指歷史上的中國和孟加拉国（包括中华人民共和国和孟加拉人民共和国）之間的雙邊關係。兩國自1975年10月4日建交。两国都是孟中印缅区域合作论坛的成员。根据中国政府的定义，中孟关系是“战略合作伙伴关系”。

## 歷史
1971年3月26日，孟加拉國宣佈獨立，脫離巴基斯坦管治，並引發了第三次印巴戰爭。當時中華人民共和國與巴基斯坦關係密切，基于维护巴基斯坦主权完整的立场，中国于1972年否决了孟加拉國加入聯合國的申请。1974年2月，巴基斯坦与孟加拉国相互承认，同年中国同意孟加拉国加入联合国。1975年8月31日，中华人民共和国宣布承认孟加拉国。10月4日兩國正式建交。
2014年6月4日，中華人民共和國与孟加拉人民共和国在昆明舉行中孟经贸联委会第13次会议。
孟加拉人民共和国政府总理谢赫·哈西娜，应中国国务院总理李克强邀请，于2014年6月6日至11日对中华人民共和国进行正式访问。
2014年6月10日，在北京，中华人民共和国与孟加拉人民共和国聯合公佈《关于深化更加紧密的全面合作伙伴关系的联合声明》。
2021年3月17日，中共中央总书记、中国国家主席习近平向孟加拉国纪念“国父”穆吉布·拉赫曼诞辰100周年暨庆祝独立50周年活动发表视频致辞，代表中国政府和中国人民向哈米德总统、哈西娜总理以及孟加拉国政府和人民，致以诚挚的问候和良好的祝愿。
2025年3月28日，孟加拉国首席顾问穆罕默德·尤努斯访问中国大陆，并分别受到中共中央总书记、中国国家主席习近平和中国副主席韩正的会见。

## 地缘政治
1971年，孟加拉国独立战争爆发，意味着南亚地区爆发了复杂的地缘政治竞争。孟加拉国人民在争取自由的斗争中寻求印度的帮助。中国此前曾在 1962年与印度交战，并成为巴基斯坦的盟友。至关重要的是，中国利用巴基斯坦作为与美国的理查德·尼克松和亨利·基辛格改善关系的渠道。1971年，中华人民共和国取代中华民国成为联合国安理会常任理事国。在1971年印巴战争期间，中国首次行使否决权以支持巴基斯坦。孟加拉国独立初期，政府也与苏联关系密切，苏联于中苏交恶后成为中国的对手。尽管得到了世界上大多数国家的支持，但孟加拉国加入联合国的请求一直被中国否决，直到1974年才得以实现。1975年孟加拉国发生军事政变后，情况发生了巨大变化，孟加拉国与南亚的印苏冷战轴心保持距离。中国和孟加拉国于1976年1月建立外交关系。 这一时期恰逢世界大多数国家承认中华人民共和国为中国的唯一合法政府。这一时期，中国也开始接受社会主义市场经济。恢复孟加拉国自由市场经济的齐亚·拉赫曼总统访问了北京，为两国关系奠定了基础；而1970年代末，许多中国领导人也访问了达卡。

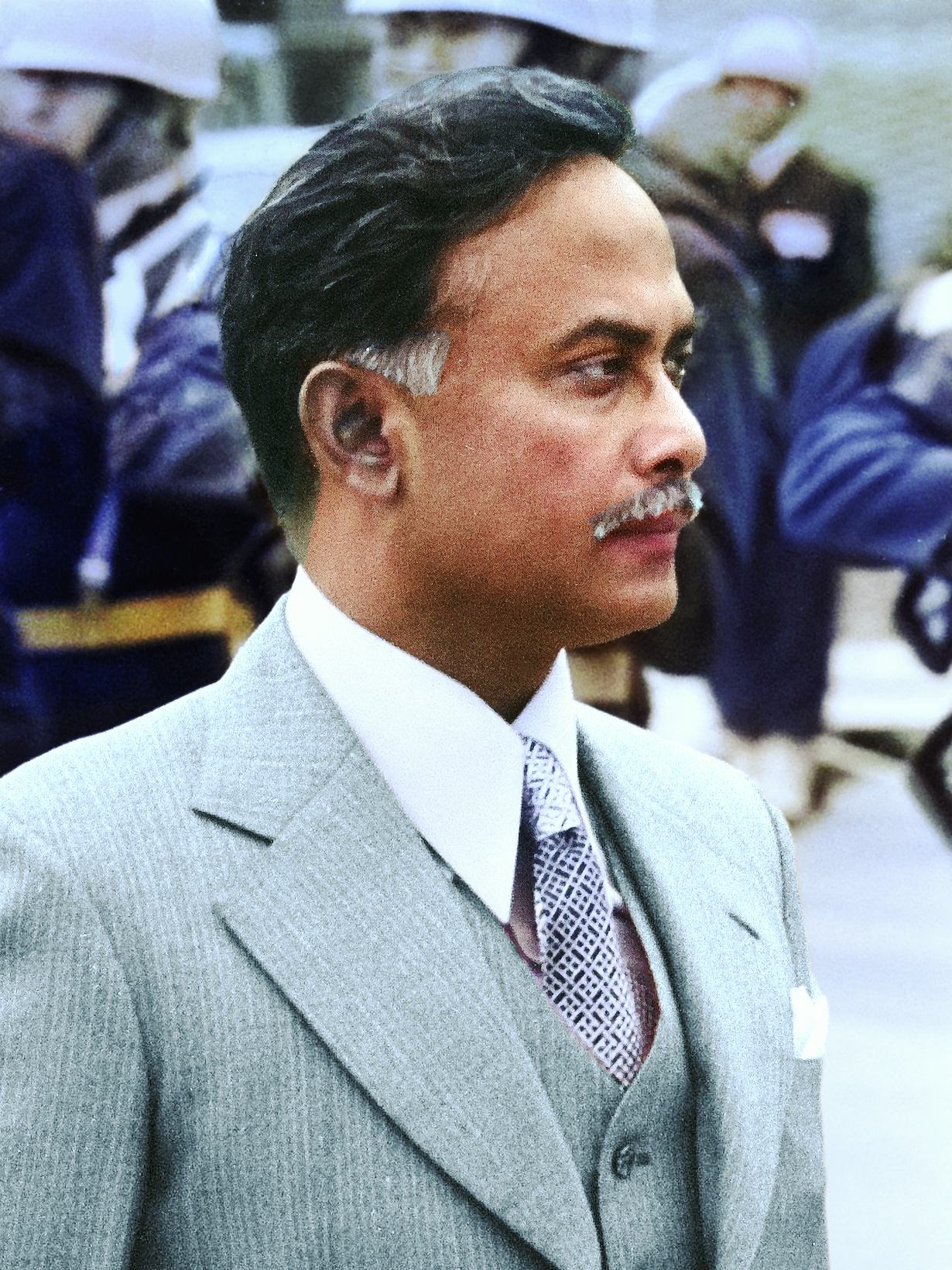
齐亚·拉赫曼是现代孟中关系的关键设计师

到20世纪80年代中期，中国与孟加拉国建立了密切的军事、商业和文化关系，并向其提供军事援助和装备。1987年7月，时任孟加拉国总统侯赛因·穆罕默德·艾尔沙德在北京受到热烈欢迎。中国在布里甘加河修建了孟中友谊桥，连接达卡和蒙希甘杰，作为双方外交和军事关系新进展的象征。2000年10月4日，孟加拉国政府发行邮票，纪念孟中建交25周年。此时，中国已向孟加拉国提供了总额达3亿美元的经济援助，双边贸易额已达10亿美元。2002年，中国国务院总理温家宝对孟加拉国进行正式访问，两国宣布2005年为“孟中友好年”。
两国签署了九项不同的双边协议，以进一步促进双边关系。
应孟加拉民族主义党领袖卡莉达·齐亚的邀请，中国被增列为南亚区域合作联盟观察员。斯里兰卡、马尔代夫、尼泊尔、巴基斯坦等其他南亚国家与孟加拉国一道，大力支持中国申请成为观察员国，并得到接受。
2007年热带气旋“锡德”袭击孟加拉国后，中国向灾区捐款100万美元用于救灾和重建。

#### 西藏问题
中国驻孟加拉国大使馆曾两次干预当地艺术展，审查有关南亚西藏难民困境的报道。2009年，应中国大使馆的要求，警方取消了原定在达卡德里克图片图书馆举办的西藏流亡者摄影展。2016年，中国大使对达卡艺术峰会上的西藏展览提出抗议，导致组织者审查有关西藏的报道。

#### 新疆问题
2019年7月，包括孟加拉国在内的37个国家的驻联合国大使签署了一封联名信，致函联合国人权理事会，为中国对维吾尔族人的迫害辩护。孟加拉国是2019年为中国辩护但在2020年没有这样做的16个国家之一。

## 經貿關係

### 贸易
1983年11月，兩國共同成立經濟、貿易和科學技術聯合委員會，輪流在兩國首都開會。作为加强双边贸易和投资关系的一部分，中国对孟加拉国97%的产品实行零关税，该政策自2020年7月1日起生效。根据中国国务院关税税则委员会2020年6月16日的通知，在中国税则规定的8,549种产品中，原产于孟加拉国的8,256种产品实施零关税。2006年1月起，中國在《曼谷協定》框架下向孟加拉84種商品提供零關税待遇。2022年9月1日，中國正式實施給予孟98％稅目輸華產品零關稅待遇。而在2008年、2009年，中國商務部採購團前往孟加拉簽署合計1.5億美元的採購合約。利用这项免税设施，孟加拉国可以占领更大的市场份额，因为这项免税设施涵盖孟加拉国原产的132种针织品 （页面存档备份，存于）和117种编织品 （页面存档备份，存于） 的HS编码为8位数字，在这类产品上，孟加拉国在向中国出口方面已经具有很强的竞争力。孟加拉国与中国的双边贸易高度倾向于北京，过去20年里，孟加拉国与中国的双边贸易逆差增加了1600%（截至2019年）。
孟加拉国进口总额的25%来自中国，2018-19年中国对孟加拉国的出口额为136亿美元，而孟加拉国对中国的出口额仅为5.6亿美元。截至2022年，中孟貿易額277.9億美元，同比增長10.7％。其中，中國對孟加拉出口268.1億美元，同比增長11.4％；自孟加拉進口9.8億美元，同比下降6.2％。中國從孟加拉進口的商品主要有：皮革、棉紡織製品和魚類食品等原料性商品。出口商品主要有：紡織品、機電產品、水泥、化肥、輪胎、生絲、玉米等。
2007年，中国商务部部长助理王超率领39人的采购团访问孟加拉国，这是中国赴孟采购史上规模最大的一次采购团，采购团中有10多家是中国500强企业，还有部分是世界500强企业，据悉采购团从孟加拉国采购商品总额超过5000万美元。两国同意在达卡建设“孟中友谊展览中心”。 孟加拉国和中国的对外贸易额约为100亿美元，孟加拉国从中国进口约80亿美元的商品，而从中国出口约20亿美元的商品。不过，中国最近免除了孟加拉国97%产品的关税。这将减少孟加拉国和中国的贸易逆差。
自2024年12月1日起，中国取消了对从联合国列为最不发达国家且与中国有外交关系的所有国家（包括孟加拉国）进口的商品征收关税。

### 投资

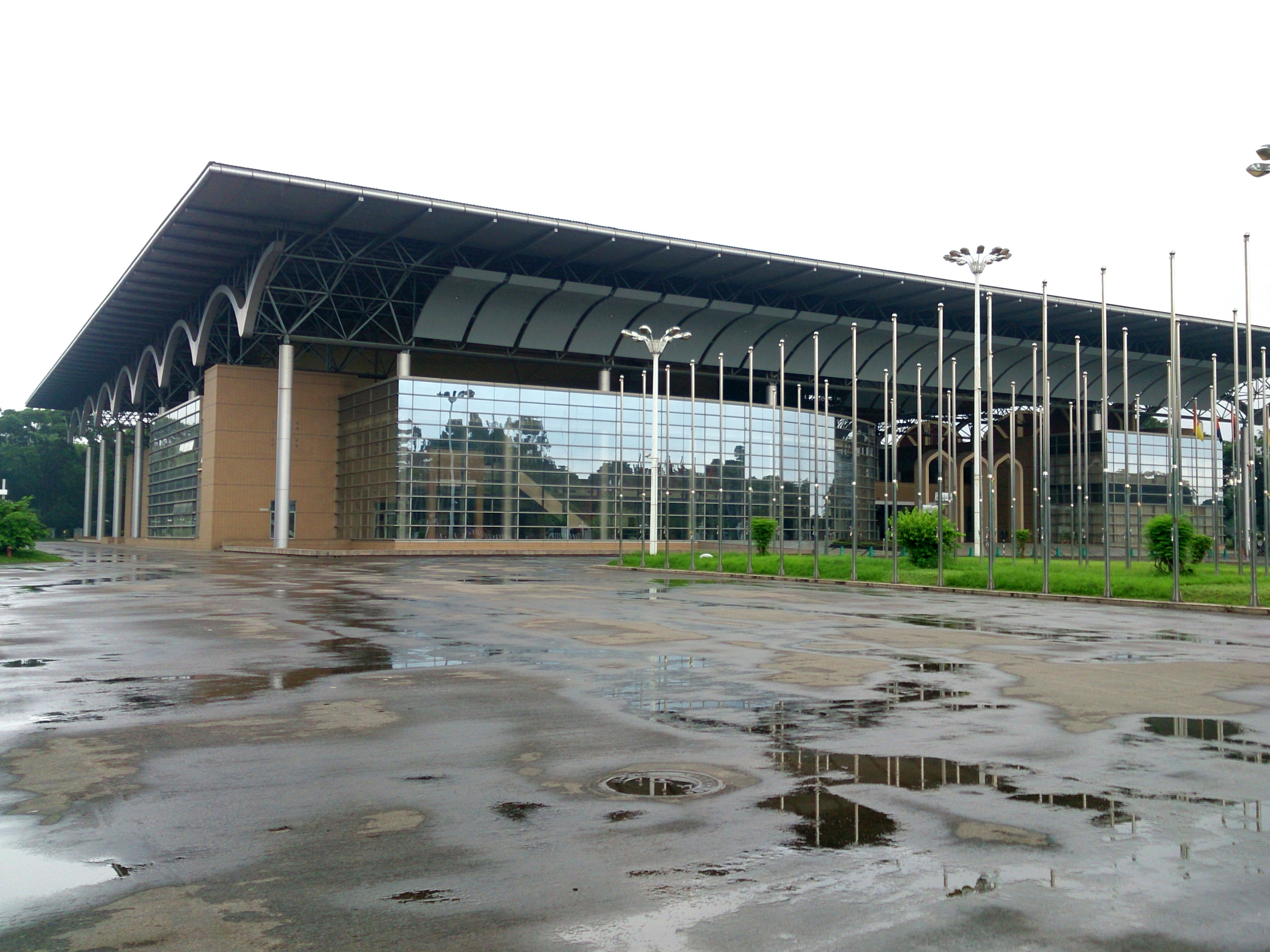
达卡的孟加拉国国父国际会议中心由中国援建

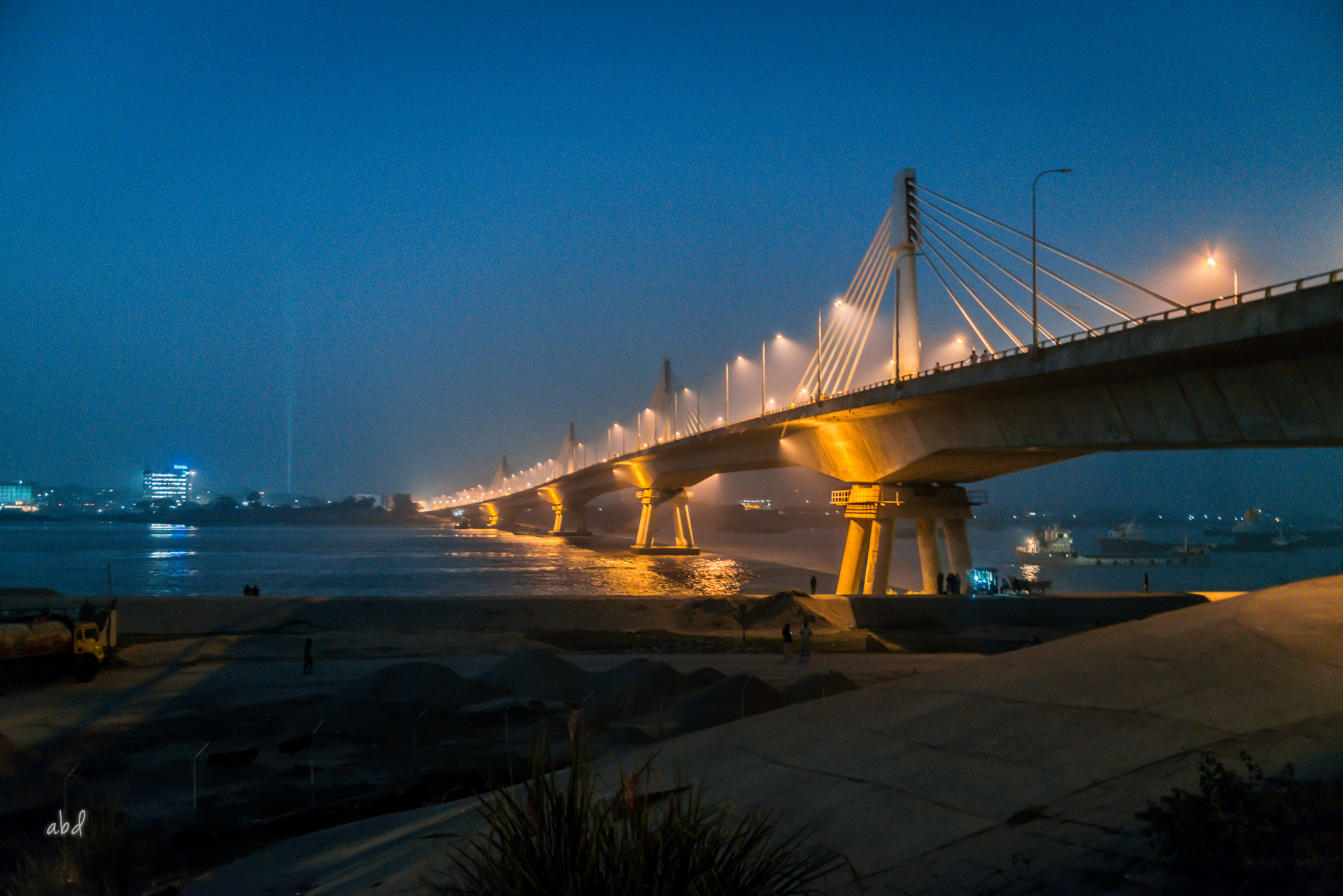
位于吉大港的沙阿马纳特大桥是中国在孟加拉国资助的众多大桥之一

孟加拉是中國主要受援國之一，也是中國在南亞承包工程的傳統市場。截至2015年底中國在孟加拉直接投資1.87億美元，孟加拉在華投資有4114萬美元。中国向孟加拉国提供了多笔贷款，与印度相比，这些贷款的条件不太优惠，有可能导致孟加拉国陷入债务陷阱外交。中国还提出在孟加拉国建设核电站，以帮助满足该国日益增长的能源需求，同时还寻求援助孟加拉国开发天然气资源。

2005年4月7日至8日，中国总理温家宝对孟加拉国进行正式访问。此次访问期间双方签署了多项协议。温欣然同意完全依靠优惠贷款而非供应商信贷在吉大港建设磷酸二铝化肥工厂。

## 文化合作
中孟兩國自1976年開始互派留學生。目前中國接受孟加拉428名獎學金留學生。2006年中國在孟加拉南北大學設立孔子學院，2009年在山度瑪麗亞大學成立孔子學院。

## 交通
2005年5月開通了北京至達卡的直航。同年孟加拉成為中國公民出境旅遊目的地之一。8月，中國昆明與孟加拉吉大港市建立友城關係。2015年，中國與孟加拉雙邊往來總人數達13萬人次，中國公民前往孟加拉共5萬人次。

## 軍事關係
中國與孟加拉建交後展開許多軍事合作。两軍主要在人員培訓和裝備技術援助等方面合作。中国为孟加拉国提供军事人员培训和军事硬件，多年来已成为此类物资的最大供应国。孟加拉国陆军装备了中国产坦克，孟加拉国海军装备了中国产护卫舰和导弹艇，孟加拉国空军则装备了中国产战斗机。2002年，中国和孟加拉国签署了《国防合作协议》，内容涵盖军事训练和国防生产。2006年，中国向联合国提交的一份报告显示，达卡正在成为中国制造武器的主要买家。2006年，中国向孟加拉国出售了65套大口径火炮系统、16架战斗机和114枚导弹及相关设备。孟加拉国还从中国购买了大约200件小型武器和常规火炮。
2008年，孟加拉国在中国的帮助下，在吉大港附近设立了反舰导弹发射台。2008年5月12日，在中方专家的积极参与下，孟加拉国进行了首次导弹试验。孟加拉国在孟加拉湾库图布迪亚岛附近的护卫舰“奥斯曼”号上成功试射了一枚射程120公里的反舰导弹“C-802A”。1989年服役的BNS“奥斯曼”号是一艘中国建造的1500吨级江湖级护卫舰，其C-802A导弹是中国鹰击-802导弹的改进型，重量从815公斤减轻到715公斤，打击范围从42公里增加到120公里。

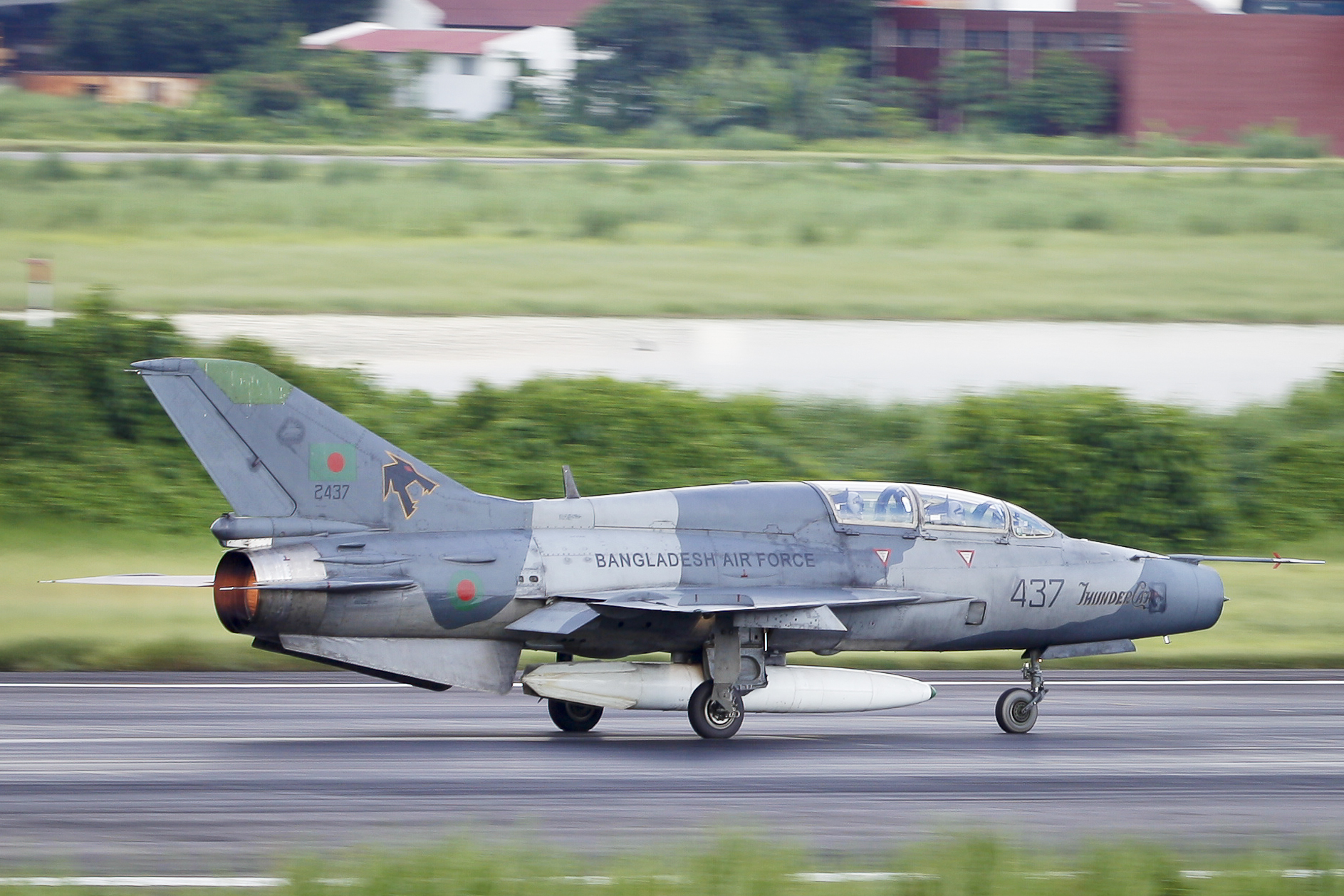
孟加拉国空军的成都飞机工业集团歼-7
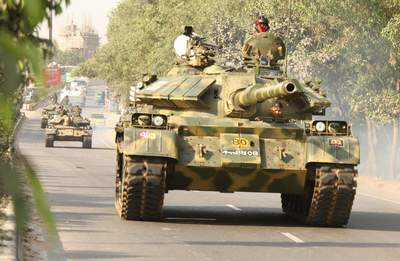
孟加拉国陆军的中国69式坦克

2009年孟加拉海軍、空軍參謀长分别前往中國參加中國海、空軍成立60周年閱兵、慶典等活動。2013年孟陸軍參謀長伊克巴爾·布延上將、空軍參謀長埃納穆爾中將訪華。2014年5月，中央軍委副主席許其亮訪孟。2015年12月，孟陸軍參謀長貝拉爾上將訪華。2017年5月，國務委員兼國防部長常萬全上將訪孟。2018年11月，孟空軍參謀長前往中國出席珠海航展。2019年4月，孟海軍軍艦前往中國出席慶祝海軍成立70週年多國海軍活動。9月，孟空軍參謀長馬斯胡扎曼訪華。11月，孟陸軍參謀長阿齊茲訪華。2021年4月，國務委員兼國防部長魏鳳和訪孟。2023年4月、7月，孟海軍參謀長沙辛、空軍參謀長漢南分別訪華。

## 自然安全
孟加拉国和印度对中国在西藏筑坝并引水雅鲁藏布江水的计划表示担忧。

## 医疗援助
2020年8月，孟加拉国批准对中国制药公司科兴生物的新冠疫苗进行最后阶段测试。
2020年10月4日，据报道，科兴生物已寻求孟加拉国共同资助试验。
然而，据2020年10月13日报道，由于孟加拉国拒绝共同资助疫苗，试验变得不确定，孟加拉国称，在寻求批准时，科兴曾表示将用自己的资金进行试验，并承诺提供100,000剂免费疫苗。

## 侨民
孟加拉国首都达卡有相当数量的华侨；最早追溯于1940年代，吉大港的华人数量较少。他们的存在被视为第一次世界大战的结果。许多人往往从事鞋匠工作或参与鸦片贸易，而其他人则在全国各地开设了许多中餐馆，并推出自己的孟加拉风味。很多受欢迎的美容院也都是由孟加拉华人经营的。达卡华人聚居密集的地区包括伊玛目甘吉和米特福德。

## 外部連結
- 中華人民共和國駐孟加拉人民共和國大使館官方網站（简体中文）（英文）
  - 中華人民共和國駐孟加拉人民共和國大使館經濟商務處官方網站（简体中文）
- 孟加拉國駐華大使館官方網站（英文）（孟加拉文）